# Adżabadż
Adżabadż – wieś w Armenii, w prowincji Sjunik. W 2011 roku liczyła 28 mieszkańców.